# Burg Thurneck
Die Burg Thurneck ist eine abgegangene hochmittelalterliche Burg über dem Mönchsdegginger Ortsteil Thurneck im Hahnenbachtal im Landkreis Donau-Ries in Schwaben. Die Burgstelle wird durch einen ungewöhnlich breiten und tiefen Graben von der Hochfläche abgetrennt.

## Geografische Lage
Der Burgstall liegt auf einem nordwestlich vorspringenden Hügelsporn, etwa 24 Meter über dem Hahnenbachtal. Er liegt auf privatem Gelände und ist vom Wald überwachsen.

## Geschichte
Die Burg war der Sitz der edelfreien Herren von Thurneck, die 1251 mit Heinrich von Turnekke erstmals in einer Urkunde genannt wurden.
Bereits vor 1259 muss die Burg in den Besitz der Grafen von Oettingen übergegangen sein.
1259 tauschten Ludwig III. von Oettingen und das Kloster Ellwangen Burg und Herrschaft Thurneck mit Rohrbach gegen das klösterliche Schloss Donaumünster in Donaumünster bei Tapfheim.
Anfang des 14. Jahrhunderts nannten sich die Spät von Steinhart-Faimingen als Lehnsnehmer nach der Burg. Die Witwe Konrads des Spät von Thurneck heiratete in zweiter Ehe einen Marschall von Oberndorf.
1396 saßen die Ritter von Hoppingen auf der Veste.
1523 verkaufte Georg von Waal zu Thurneck Burg und Herrschaft wieder an die Oettinger.
Die nun unbewohnte Burg begann zu zerfallen und diente ab 1664 als Steinbruch für ein Jagdschloss hinter der Burg. Die Grafen von Oettingen nutzen das Schlösschen als Aufenthalt während der Zeit der Hirschbrunft.
Dieses Jagdschloss wurde 1730 nochmals erweitert. Hierzu brach man erneut Steine aus der Ruine aus.
Das Schloss wurde allerdings um 1835 bereits wieder aufgegeben und abgebrochen. Ein Plan (kolorierte Federzeichnung von 1801) überliefert die Anlage als kleine rechteckige „Fürstenlogie“, die von mehreren stattlichen Nebengebäuden umgeben war. Neben einem „Zeughaus“ sind das „Jägerhaus“, ein Küchenbau, die Wachtstube, ein Stadel und Stallungen zu erkennen. Hinter dem Zeughaus lag ein großer Hundezwinger.

## Beschreibung
Die Burgstelle (ca. 30 × 75 Meter) wird durch einen ungewöhnlich breiten und tiefen Graben von der Hochfläche abgetrennt. Dieser Abschnittsgraben ist bis zu 16 Meter tief und etwa 30 Meter breit. Im Westen schützt der Steilabfall die Burg, am nördlichen Ende begrenzt ein niedriger Wall den Grabenrand.
Von der Kernburg haben sich nur Mauerreste und hohe Schuttriegel erhalten. An der Ostseite ist noch ein etwa 6 Meter langes Mauerstück zu sehen. In der – ungefähr 1,5 Meter hohen – Bruchsteinmauer stecken einige ältere Quader.
Das Burgplateau wird in der Mitte von einer Kuppe überragt. Eine Mulde markiert hier den Standort des ehemaligen Bergfriedes oder Wohnturmes. Der quadratische Turmbau dürfte außen etwa 9 × 9 Meter gemessen haben. Neben den hohen Schuttwällen sind noch geringe Reste der Verblendung aus Kleinquadern feststellbar.
Innerhalb der erhaltenen Mauer des abgebrochenen Jagdschlosses unter der Burg steht heute ein Forsthaus.